# El innombrable (novela)
El innombrable es una novela del autor irlándes Samuel Beckett publicada en 1953 por Olympia Press en París. Es la tercera y final de la "trilogía" de novelas de Beckett, después de Molloy y Malone muere. Fue publicada originalmente en francés como L'Innomable.

## Trama
El innombrable consiste en un monólogo inconexo desde la perspectiva de un protagonista sin nombre (en realidad innombrable) e inmóvil. No hay una trama concreta o puesta en escena - y si los otros personajes ("Mahood" y "Worm") existen o si solo son otras facetas del narrador es discutible. La técnica del monólogo interior se dice que fue inspirada directamente en Beckett por James Joyce.
La novela se desarrolla en un tono nihilista y desesperado hasta el final, que está compuesto de una serie muy larga de oraciones breves.

## Citas
Son célebres el inicio:
¿Dónde ahora? ¿Cuándo ahora? ¿Quién ahora? Sin preguntármelo. Decir yo. Sin pensarlo. Llamar a esto preguntas, hipótesis. Ir adelante, llamar a esto adelante..."
También el final:
... Seré yo, será el silencio, allí donde estoy, no sé, no lo sabré nunca, en el silencio no se sabe, no puedo seguir, seguiré."
Estas últimas palabras fueron usadas como título (I can't go on, I'll go on) de una antología de obras de Beckett. También esta frase da nombre al grupo musical del protagonista en la película Bandslam, renombrada en España como School Rock Band.